# Esteban I de Hungría
Esteban I (en latín, Stephanus I; en húngaro, I. István; en eslovaco, Štefan I.; Esztergom, c. 975 - ib. o Székesfehérvár, 15 de agosto de 1038), llamado «el Santo» o «el Grande», fue el último gran príncipe de los húngaros (997-1000/1001) y el primer rey de Hungría (1000/1001-1038). El año de su nacimiento es incierto, sin embargo, las fuentes sugieren que nació después de 975 en Esztergom; su nombre original era Vajk, de origen pagano. La fecha de su bautismo tampoco es conocida. Fue el único hijo varón del gran príncipe Géza y Sarolta, princesa descendiente de una distinguida familia de gyulas. Aunque sus padres fueron bautizados antes de su nacimiento, Esteban fue el primer miembro de la dinastía Árpad devoto del cristianismo. Se casó con Gisela de Baviera, originaria de la dinastía imperial otoniana. La Iglesia católica conmemora su festividad el 16 de agosto. 
Después de suceder a su padre en 997, Esteban disputó el trono con su pariente Cupan, quien era apoyado por un gran número de guerreros paganos. Con la ayuda de caballeros extranjeros como Vencelino, los hermanos Hont y Pázmány y tropas magiares, Esteban derrotó a Cupan. Fue coronado el 25 de diciembre de 1000 o el 1 de enero de 1001 con una corona enviada por el papa Silvestre II. A través de una serie de guerras contra tribus y caciques semiindependientes —entre estos, los magiares negros y su tío Gyula III «el Joven»— unificó la cuenca cárpata. Protegió la independencia de su reino forzando la salida de las tropas invasoras del emperador Conrado II en 1030.
Esteban estableció un arzobispado, seis obispados y tres monasterios benedictinos y de esta manera la Iglesia católica en Hungría se desarrolló con independencia de los arzobispos del Sacro Imperio. Alentó la difusión del cristianismo con castigos severos si se ignoraban las «costumbres cristianas». Su sistema de administración local se basaba en condados organizados alrededor de fortalezas y administrados por funcionarios reales. Debido a la relativa paz durante su reinado, Hungría se convirtió en una ruta preferida por peregrinos y comerciantes que viajaban entre Europa Occidental y Tierra Santa o Constantinopla.
Sobrevivió a todos sus hijos. Murió el 15 de agosto de 1038 y fue enterrado en una basílica construida en Székesfehérvár y dedicada a la Virgen María. A su muerte le siguieron guerras civiles que duraron décadas. Fue canonizado por el papa Gregorio VII en 1083, junto con su hijo Emerico y el obispo Gerardo de Csanád. Esteban es un santo popular en Hungría y los territorios vecinos y su fiesta (celebrada allí el 20 de agosto) también es un día festivo que conmemora la fundación del Estado húngaro, aunque en el rito romano su fiesta es el 16 de agosto.

## Primeros años

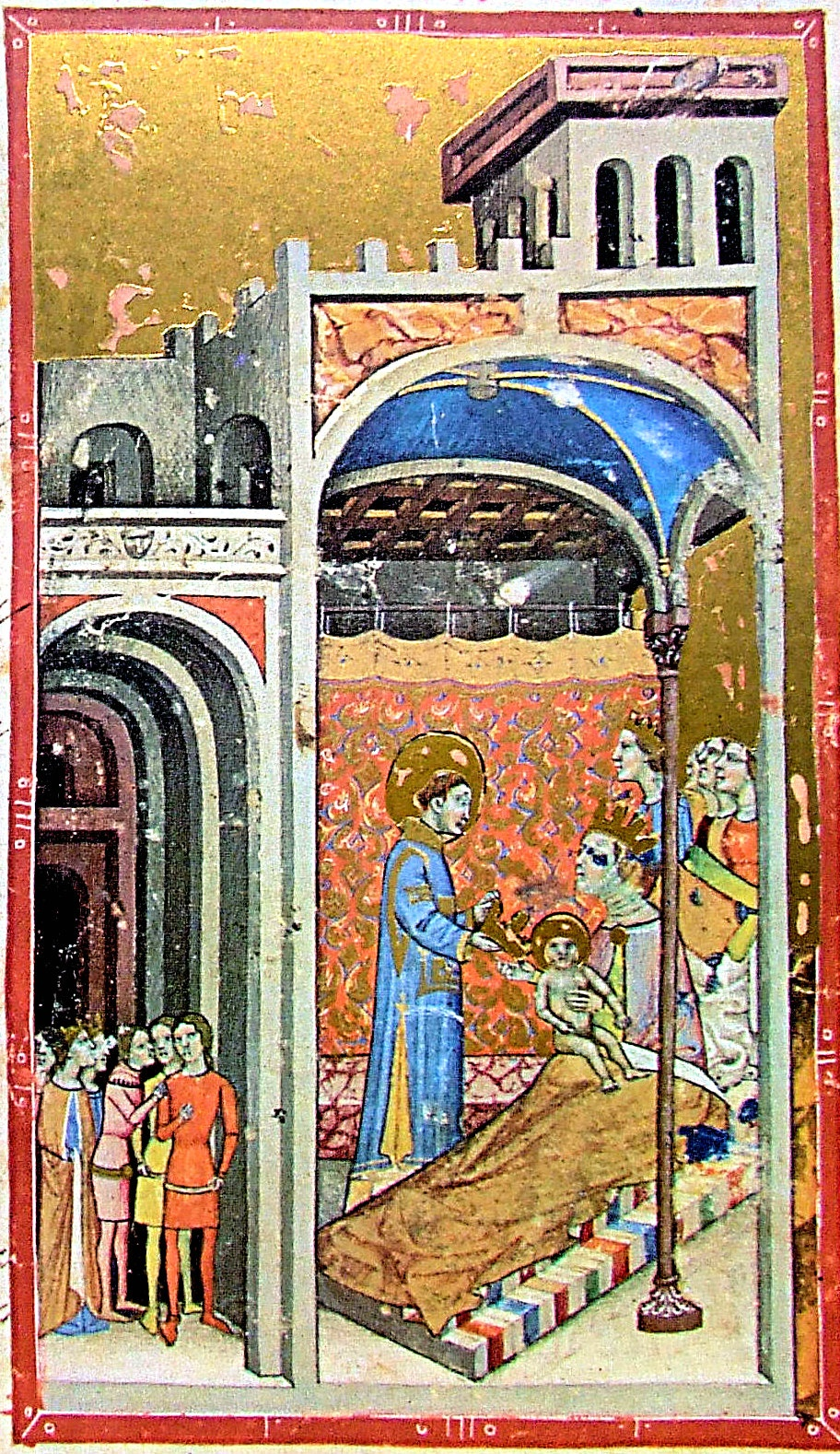
El nacimiento de Esteban según una miniatura de la Crónica iluminada.

La fecha de nacimiento es incierta porque no se encuentra registrada en documentos contemporáneos. Las crónicas húngaras y polacas escritas siglos más tarde aportan tres años diferentes: 967, 969 y 975. El testimonio unánime de tres hagiografías de finales del siglo XI o principios del siglo XII y otras fuentes húngaras afirman que Esteban «aún era adolescente» en 997 y corroboran la fiabilidad de la última fecha (975). La Leyenda menor del rey Esteban (Legenda minor S. Stephani regis) indica que Esteban nació en Esztergom, lo que implica que su nacimiento acaeció después de 972 porque su padre, Géza, gran príncipe de los húngaros, había elegido esa localidad como residencia real en dicho año. Géza obligó a sus súbditos a convertirse al cristianismo, pero nunca dejó de adorar dioses paganos. Tanto la Leyenda mayor del rey Esteban (Legenda maior) como la crónica casi contemporánea de Tietmaro de Merseburgo describieron a Géza como un monarca cruel y despótico que consolidó despiadadamente su autoridad sobre los líderes rebeldes húngaros.
Las crónicas húngaras coinciden en que su madre era Sarolta, hija de Gyula II, un caudillo húngaro con jurisdicción sobre Transilvania o una región amplia en la confluencia de los ríos Tisza y Maros (Mureș). Muchos historiadores —como Pál Engel y Gyula Kristó— proponen que la vida de Gyula II es idéntica a la de un tal «Gylas», quien fue bautizado en Constantinopla alrededor de 952 y «permaneció fiel al cristianismo», según el cronista bizantino Juan Escilitzes. Sin embargo, esta identificación no es aceptada por el resto de investigadores; por ejemplo, György Györffy afirmó que Gylas no era el padre de Sarolta, sino su hermano menor. A diferencia de las fuentes húngaras, la Crónica húngaro-polaca (Chronicon Hungarico-Polonicum) y otros manuscritos polacos posteriores indican que la madre de Esteban era Adelaida (Adelajda o Adelhaid), una hermana poco conocida del duque Miecislao I de Polonia, pero la fiabilidad de este documento no es aceptada por Györffy.
El nombre de nacimiento de Esteban era Vajk, que proviene de la voz túrquica baj, con el significado de «héroe», «maestro», «príncipe» o «rico». El arqueólogo Gyula László especuló que esta es una prueba de que Esteban tenía ascendencia turca (en lugar de magiar, originario de las tribus ugrofinesas) y que probablemente hablaba dicha lengua. La Leyenda mayor del rey Esteban narra que fue bautizado por el obispo Adalberto de Praga, quien permaneció en la corte de Géza varias veces entre 983 y 994. No obstante, la Leyenda de san Adalberto —casi contemporánea y escrita por Bruno de Querfurt— no menciona el bautizo. Igualmente, la fecha del bautismo es desconocida: Györffy sostiene que Esteban fue bautizado poco después del nacimiento, mientras que Kristó asegura de que recibió el bautismo justo antes de la muerte de su padre en 997.
La hagiografía oficial de Esteban —escrita por el obispo Arduino (Hartvik) y aprobada por el papa Inocencio III— narra que en su infancia «fue instruido satisfactoriamente en el conocimiento del arte gramatical». Esto implica que estudió latín, pero existe cierto escepticismo por parte de Kristó porque pocos reyes de esta época aprendieron a escribir. Las otras dos hagiografías del siglo XI no hablan sobre su estudio de la gramática y solo indican que recibió «una educación apropiada para un pequeño príncipe». Kristó menciona que eso último solo se refiere al entrenamiento físico, como la participación en cacerías y acciones militares. Según la Crónica iluminada (Chronicon Pictum), uno de sus tutores fue el «conde Deodatus», originario de Italia y quien años más tarde fundó un monasterio en Tata.
Según las leyendas sobre Esteban, el gran príncipe Géza convocó a una asamblea de los jefes y guerreros magiares cuando el joven «pasó a la primera etapa de la adolescencia» o la edad de 14 o 15. Géza nombró a Esteban como su sucesor y los presentes juraron lealtad al heredero. Györffy también afirma, sin identificar fuentes, que Géza designó a su hijo para gobernar el «ducado de Nyitra» en esa misma época. Los historiadores eslovacos —entre ellos Ján Steinhübel y Ján Lukačka— coinciden con la opinión de Györffy y especulan que Esteban administró Nyitra (ahora Nitra) desde el año 995, aproximadamente.
Géza arregló el matrimonio de su hijo con Gisela —hija de Enrique II, duque de Baviera— en o después de 995. Esta alianza estableció el primer vínculo familiar entre un gobernante húngaro y una casa gobernante de Europa Occidental, ya que Gisela estaba relacionada estrechamente con la dinastía imperial otoniana. Según la tradición oral conservada en la abadía de Scheyern en Baviera, la ceremonia tuvo lugar en el castillo de Scheyern y fue oficiada por el obispo Adalberto. Gisela fue acompañada a su nuevo hogar por caballeros bávaros. Muchos de ellos recibieron concesiones de tierras de su marido, se establecieron en Hungría y ayudaron a fortalecer la posición militar de Esteban. Györffy indica que el príncipe y su esposa «presumiblemente» se establecieron en Nyitra después de su matrimonio.

## Reinado

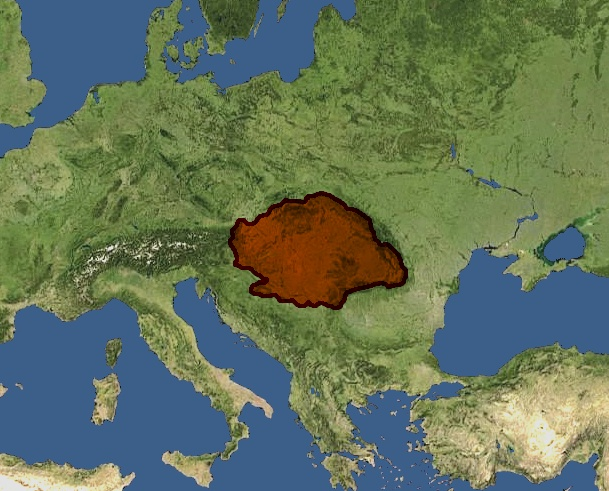
Territorios bajo el control de las tribus húngaras a principios del.

### Gran príncipe (997-1000)
Géza murió en 997 y Esteban convocó una asamblea en Esztergom donde sus participantes lo declararon gran príncipe. Inicialmente, solo controlaba las regiones noroccidentales de la cuenca cárpata; el resto del territorio todavía seguía bajo el control de otros líderes tribales. El ascenso de Esteban al trono se basó en el principio de primogenitura, que establece que un líder tribal solo podía ser sucedido por su primer hijo varón. Por otra parte, esto contradecía la tradición de estos pueblos húngaros, según la cual Géza debió haber sido sucedido por el miembro de mayor edad de la dinastía Árpad, que en ese momento era Cupan (nombre latino de Koppány). Cupan, quien ostentaba el título de duque de Somogy, había administrado durante muchos años las regiones de Transdanubia al sur del lago Balatón.
Cupan reclamó a la viuda de Géza, Sarolta, para cumplir con la costumbre pagana del matrimonio levirato y anunció su pretensión al trono. Aunque no es imposible que Cupan también se hubiera bautizado, en 972 la mayoría de sus partidarios eran paganos y se oponían al cristianismo practicado por Esteban y su séquito predominantemente alemán. Una carta de 1002 dirigida a la abadía de Pannonhalma menciona una guerra entre «los alemanes y los húngaros» al referirse a los conflictos armados entre Esteban y Cupan. Aun así, Györffy menciona que oszlar («alanos»), besenyő («pechenegos»), kér, entre otros, se integraron en unidades auxiliares significativas y grupos de guerreros húngaros que lucharon en el ejército de Esteban.

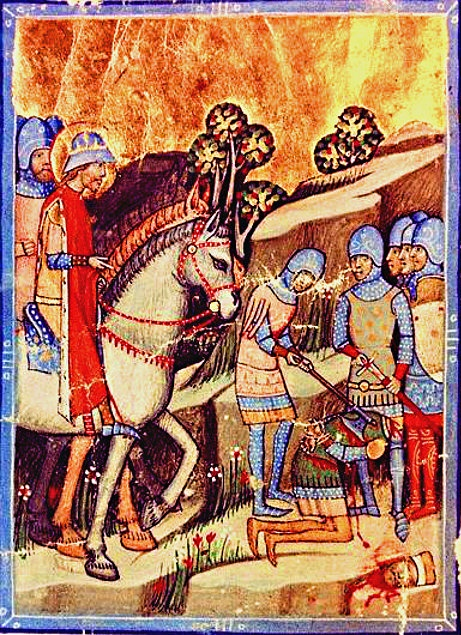
Ejecución de Cupan luego de su derrota ante Esteban (Crónica iluminada).

Kristó afirmó que todo el conflicto entre Esteban y Cupan fue solo una disputa entre dos miembros de la dinastía Árpad, sin consecuencias sobre otros líderes tribales húngaros. Cupan y sus tropas invadieron las regiones septentrionales de Transdanubia, tomaron varias fortalezas de Esteban y saquearon sus tierras. Según la Crónica iluminada, Esteban «se ciñó por primera vez su espada», y envió a los hermanos Hont y Pázmány al mando de su guardia personal (como líderes militares o duces) y a Vencelino —caballero alemán que había llegado a Hungría en el reinado de Géza— al frente del ejército real. Los Hechos de los hunos y los húngaros (Gesta Hunnorum et Hungarorum) de Simón de Kéza y la Crónica iluminada relatan que Hont y Pázmány eran «caballeros de origen suabo» que se establecieron en Hungría en la época de Géza o en los primeros años del reinado de Esteban. Por otra parte, Lukačka y otros historiadores eslovacos aseguran que Hont y Pázmány fueron nobles «eslovacos» que se habían unido a Esteban cuando gobernaba en Nyitra.
Cupan asediaba Veszprém cuando le informaron de la llegada del ejército de Esteban. En la batalla siguiente, Esteban obtuvo una victoria decisiva sobre sus enemigos. Cupan fue asesinado en el campo de batalla (posiblemente por Vencelino) y su cuerpo fue descuartizado y sus extremidades, exhibidas en las puertas de los fuertes de Esztergom, Győr, Gyulafehérvár (Alba Iulia) y Veszprém para atemorizar a los que conspiraban contra el monarca.
Esteban invadió el ducado de Cupan y otorgó grandes propiedades a sus propios seguidores. También ordenó que los antiguos súbditos de Cupan debían pagar diezmos a la abadía de Pannonhalma, un hecho documentado en el acta de fundación de ese monasterio, aunque contiene interpolaciones. Ese mismo documento declara que en aquel momento «no había otros obispados y monasterios en Hungría»; pero el casi contemporáneo obispo Tietmaro de Merseburgo escribió que Esteban «estableció obispados en su reino» antes de ser coronado rey. Si este último informe es válido, las diócesis de Veszprém y Győr son las candidatas más probables, según el historiador Gábor Thoroczkay.

### Coronación (1000-1001)

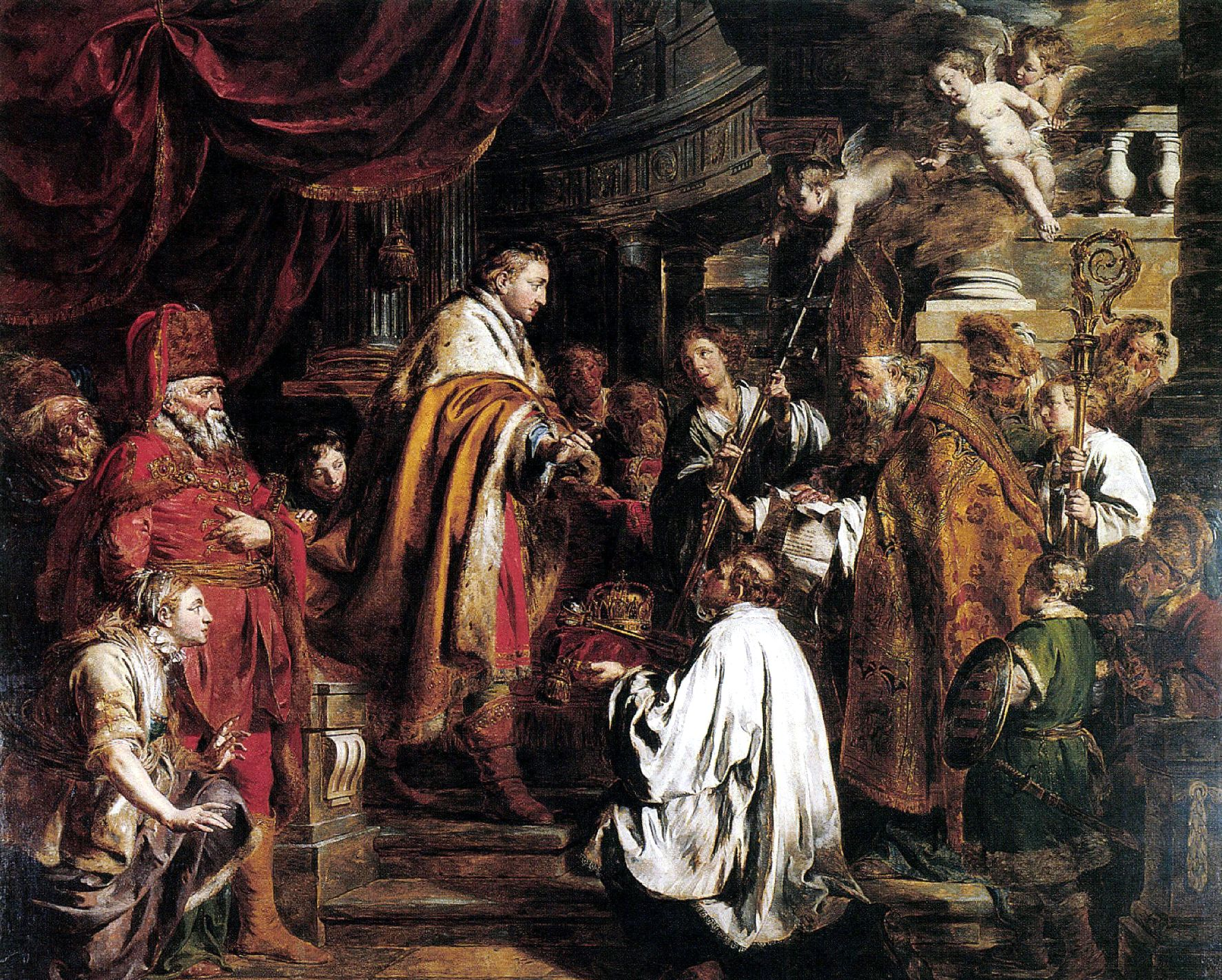
Esteban recibiendo al enviado papal con su corona en una representación artística moderna (Pieter-Jozef Verhaghen, 1770).

Al ordenar la exhibición de una parte del cadáver de Cupan en Gyulafehérvár —la sede de su tío materno, Gyula III «el Joven»—, Esteban se afirmó en su pretensión de reinar las tierras dominadas por los líderes húngaros y también decidió fortalecer su estatus internacional al adoptar el título de rey. Sin embargo, las circunstancias exactas de su coronación y sus consecuencias políticas son materia de discusión de los académicos.
Según Tietmaro de Merseburgo, Esteban recibió la corona «con el favor y la persuasión» del emperador Otón III (r. 996-1002), lo que implica que Esteban aceptó la suzeranía imperial antes de su coronación. No obstante, las leyendas de Esteban hacen énfasis en que el papa Silvestre II (r. 999-1003) le regaló su corona. Kristó y otros historiadores señalan que el papa y el emperador eran aliados cercanos y que las leyendas son fiables: Esteban «recibió la corona y la consagración» del romano pontífice, pero no sin el consentimiento del emperador. Aproximadamente 75 años después de la coronación, el papa Gregorio VII (r. 1075-1085) —en sus planes para reclamar la suzeranía de Hungría— declaró que Esteban había «ofrecido y entregado con devoción» ese país «a san Pedro» (es decir, a la Santa Sede). Según un testimonio contradictorio, la Leyenda mayor del rey Esteban, el monarca en realidad obsequió Hungría «a la Virgen María». Los historiadores modernos —Pál Engel, Miklós Molnár, entre otros— sostienen que Esteban siempre reiteró su soberanía y nunca aceptó la suzeranía papal o imperial. Para probarlo, Ferenc Makk indicó las fechas de sus cartas no coinciden con los años de reinado de emperadores contemporáneos, lo que en caso contrario demostraría que habría sido vasallo de ellos. Además, Esteban declaró en el preámbulo de su Primer libro de leyes que gobernó su reino «por la voluntad de Dios».

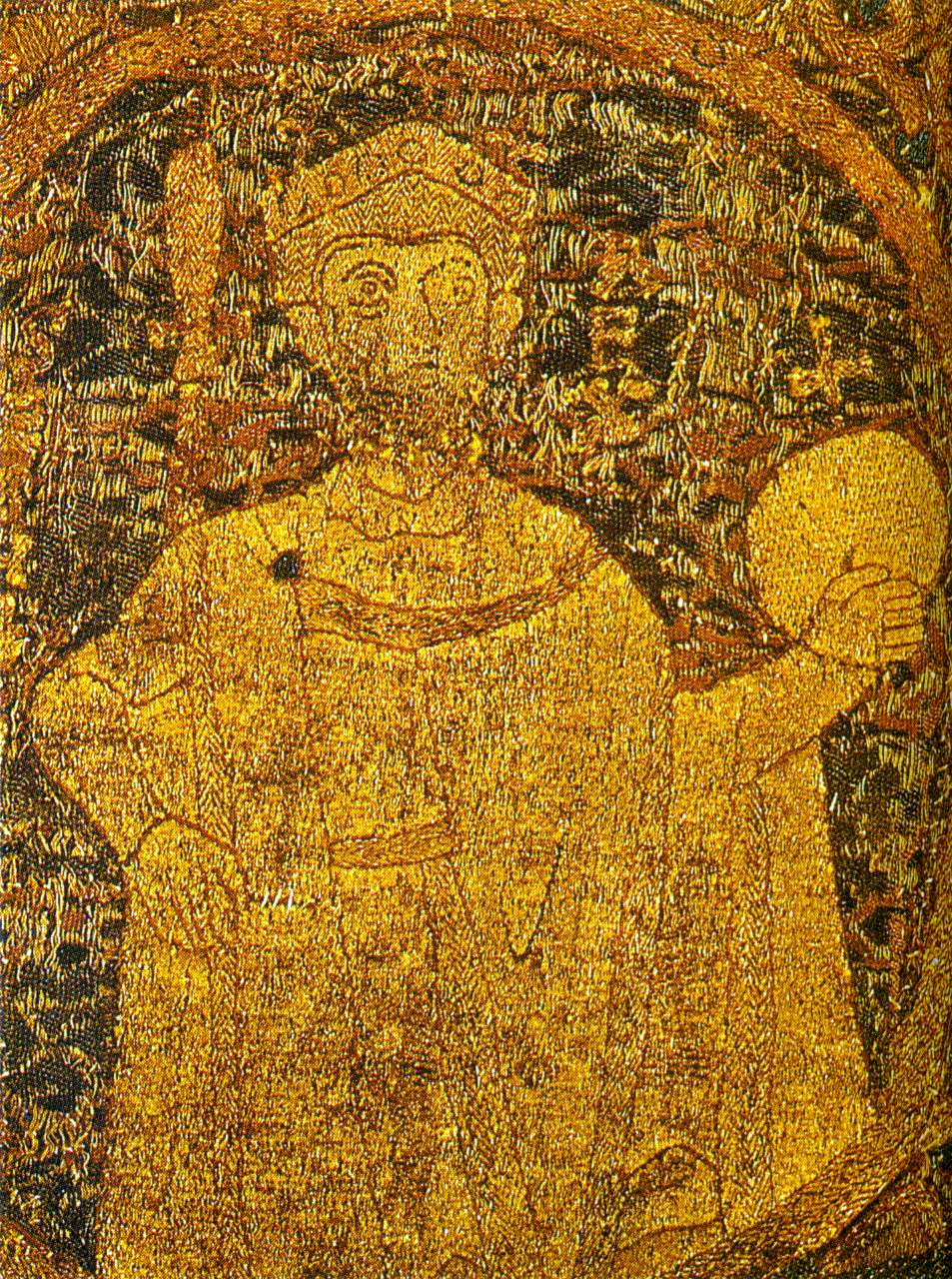
Retrato de Esteban en el manto de coronación de los reyes húngaros (1031).

La fecha exacta de la coronación es desconocida. Según la tradición húngara posterior, Esteban fue coronado el primer día del segundo milenio, que puede referirse al 25 de diciembre de 1000 o al 1 de enero de 1001. Los detalles de la coronación de Esteban —documentados en su Leyenda mayor— sugieren que la ceremonia, que posiblemente tuvo lugar en Esztergom o Székesfehérvár, siguió el rito de los reyes alemanes; es decir, Esteban fue ungido con aceite consagrado durante la ceremonia. Un retrato de 1031 —conservado en su capa real— muestra que su corona tenía un arreglo de piedras preciosas similar a la diadema del emperador del Sacro Imperio.
Lo mismo que su corona, Esteban consideraba el asta con estandarte como símbolo importante de su soberanía. Por ejemplo, las primeras monedas que acuñó llevaban la inscripción lancea regis («el asta del rey») y representaban un brazo sosteniendo un asta con el estandarte. Según el cronista contemporáneo Adémar de Chabannes, el emperador Otón III entregó un asta a Géza como muestra de su derecho a «disfrutar la posesión de su país con la máxima libertad». Esteban usó varios títulos en sus cartas: Ungarorum rex («rey de los húngaros»), Pannoniorum rex («rey de los panonianos») o Hungarie rex («rey de Hungría»).

### Consolidación (1001-c. 1009)
Aunque la autoridad de Esteban no provenía de la coronación, la ceremonia le concedió la legitimidad internacional de un monarca cristiano que gobernaba su reino «por la Gracia de Dios». Las leyendas mencionan que el rey estableció una sede arzobispal en Esztergom poco después de su coronación. Este acto permitió que la Iglesia católica húngara se independizara de los prelados del Sacro Imperio Romano Germánico. El primer arzobispo de Esztergom, llamado Domingo (Domokos), aparece mencionado el acta de fundación de la abadía de Pannonhalma de 1002. Según el historiador Gábor Thoroczkay, Esteban también creó la diócesis de Kalocsa en 1001. En los primeros años de su reinado, el monarca invitó a sacerdotes extranjeros a evangelizar sus dominios y llegaron misioneros simpatizantes del difunto Adalberto de Praga, Radla y Anastasio. La presencia de un «arzobispo de los húngaros» no identificado en el sínodo de Fráncfort de 1007 y la consagración de un altar en Bamberg en 1012 por el arzobispo Anastasio demuestran que los prelados del rey mantenían una buena relación con el clero del Sacro Imperio.
La transformación de Hungría en un Estado cristiano fue una de las principales preocupaciones de Esteban durante su reinado. Aunque la conversión de los húngaros había comenzado en la época de su padre, solo Esteban forzó sistemáticamente a sus súbditos a abandonar los rituales paganos. Su actividad legislativa estaba muy relacionada con las costumbres cristianas extranjeras. Por ejemplo, su Primer libro de leyes —redactado en los primeros años de su reinado y considerado el primer texto legal de Hungría— incluye varias disposiciones que decretan la observancia de los días festivos y la confesión antes de morir. Otras leyes protegían los derechos de propiedad, los intereses de las viudas y los huérfanos y regulaban la situación de los siervos.

Si alguien tiene un corazón tan endurecido —Dios no lo permita a ningún cristiano— que no quiere confesar sus faltas como aconseja el sacerdote, yacerá sin servicio divino ni caridad como un infiel. Si sus parientes y vecinos no convocan al sacerdote —y por lo tanto dejan morir al inconfeso—, deben hacer oraciones y ofrecer dádivas [a la iglesia], pero sus parientes limpiarán su negligencia con ayuno según el criterio de los sacerdotes. Los que perezcan de muerte repentina serán enterrados con honores eclesiásticos; porque el juicio divino está escondido de nosotros y [permanece] desconocido.
Leyes del rey Esteban I. 

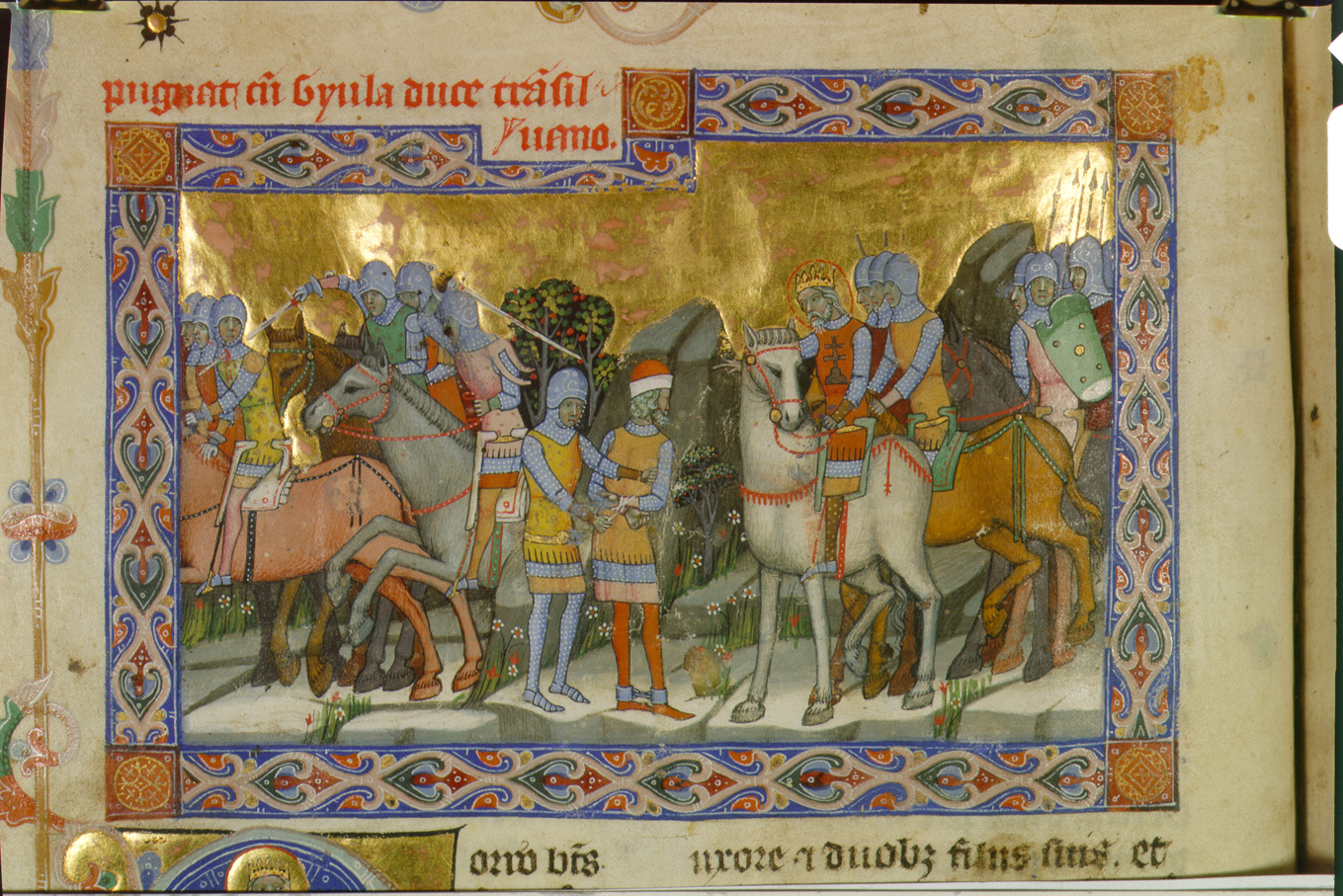
Las tropas del rey capturan a Gyula III «el Joven» (Crónica iluminada).

Muchos líderes húngaros no reconocieron la suzeranía de Esteban incluso después de la coronación. El nuevo rey empezó atacando los dominios de su tío, Gyula III «el Joven», cuyo reino «era más amplio y rico», según la Crónica iluminada. Así, invadió Transilvania y apresó a Gyula y su familia entre 1002 y 1003. Los Anales de Hildesheim (escritos en la misma época) añaden que, después de la conquista, Esteban convirtió el país de su tío «a la fe cristiana por la fuerza». En consecuencia, los historiadores datan la creación de la diócesis de Transilvania en este período. Kristó, Györffy y otros historiadores húngaros plantean que la vida de Gyula es similar a la de un hombre llamado Prokui —quien también era tío de Esteban, según Tietmaro de Merseburgo— y, por tanto, posiblemente Gyula escapó después del cautiverio y buscó refugio en los dominios del duque de Polonia, Boleslao I «el Bravo» (r. 992-1025).

El territorio [del duque Boleslao I] incluía un cierto burgo [aldea], situado cerca de la frontera con los húngaros. Su guardián era el señor Prokui, un tío del rey húngaro. Tanto en el pasado como más recientemente, Prokui había sido expulsado de sus tierras por el rey, su esposa fue tomada cautiva. Cuando no pudo liberarla, su sobrino arregló su liberación incondicional, aunque él era enemigo de Prokui. Nunca he oído hablar de alguien que mostró tal moderación hacia un enemigo derrotado. Debido a esto, Dios le concedió repetidamente la victoria, no solo en el burgo mencionado arriba, sino en otros también.
Chronicon de Tietmaro de Merseburgo. 

Alrededor de cien años más tarde, el cronista «Galo Anónimo» también mencionó los conflictos armados entre Esteban y Boleslao y documentó que ese último «derrotó a los húngaros en la batalla y adueñó de todas sus tierras hasta el Danubio». Györffy indica que el informe del cronista se refiere a la ocupación polaca del valle del río Morava —un afluente del Danubio— en los años 1010. Por otra parte, la Crónica húngaro-polaca afirma que Boleslao ocupó grandes territorios al norte del Danubio y al este del Morava hasta Esztergom a principios del siglo XI. Según Steinhübel, esta última fuente demuestra que una parte significativa de las zonas que ahora forman Eslovaquia estaban bajo dominio polaco entre 1002 y 1030. En oposición a la hipótesis del historiador eslovaco, Györffy menciona que esa crónica tardía «en la que un hecho absurdo sucede a otro» contradice cualquier acontecimiento documentado en otras fuentes del siglo XI.

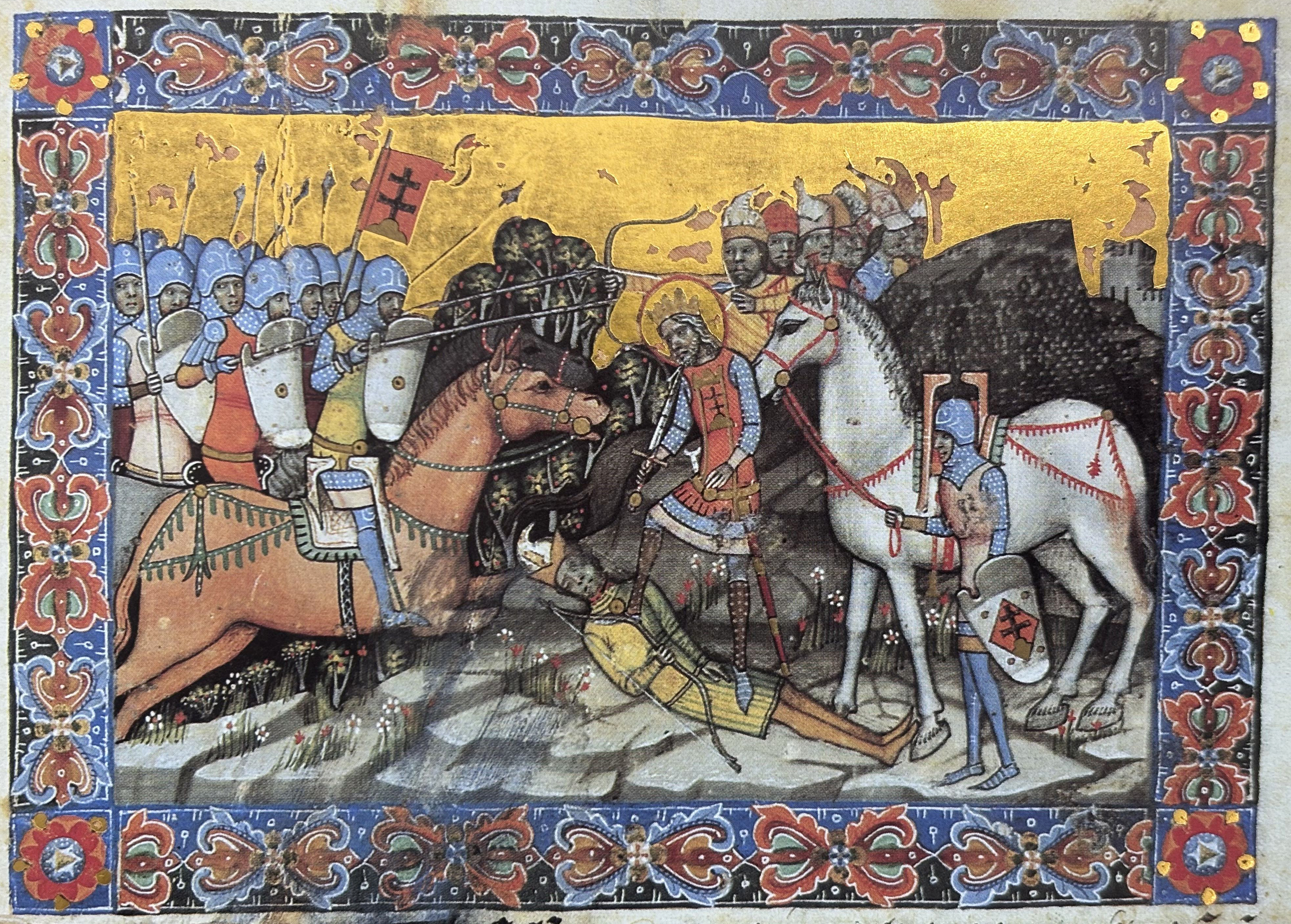
Esteban derrota a Kean, «duque de los búlgaros y eslavos» (Crónica iluminada).

La Crónica iluminada narra que Esteban «dirigió a su ejército contra Kean, duque de los búlgaros y eslavos, cuyas tierras están fuertemente fortificadas por su ubicación natural» después de la ocupación del país de Gyula. Según varios historiadores —Zoltán Lenkey, Gábor Thoroczkay, entre otros—, Kean era el jefe de un pequeño Estado situado en los territorios meridionales de Transilvania y en 1003 aproximadamente Esteban ocupó su país. Györffy y otros historiadores indican que la crónica preservó la memoria de campaña de Esteban contra Bulgaria al final de los años 1010.
Asimismo, la identidad de los «magiares negros» —mencionados por Bruno de Querfurt y Adémar de Chabannes como parte de los oponentes de las políticas proselitistas de Esteban— es incierta. Györffy localiza sus dominios al este del río Tisza, pero Thoroczkay indica que ellos vivieron en las zonas meridionales de Transdanubia. La crónica de Bruno de Querfurt sobre la conversión forzosa de los magiares negros demuestra que Esteban conquistó sus tierras alrededor de 1009, antes de la llegada a Hungría de «la primera misión de san Pedro» —el cardenal Azo, nuevo legado apostólico—. Este último asistió a una reunión en Győr donde se sancionó la cédula real que determinaba las fronteras del obispado, recientemente establecido en Pécs el 23 de agosto de 1009.
La diócesis de Eger también se estableció en ese año. Según Thoroczkay, «es muy probable» que la creación del obispado estuviera relacionada con la conversión de los kabar —grupo étnico de origen jazar— y su líder. Poco después de este suceso, el jefe de los kabar —Samuel Aba o su padre— se casó con una hermana menor (sin nombre documentado) del rey. El clan Aba era el más poderoso de las familias magiares que se unieron a Esteban y lo apoyaron en sus esfuerzos por establecer una monarquía cristiana. Los manuscritos del «notario del rey Bela», Simón de Kéza y cronistas húngaros de Bár-Kalán, Csák y otras familias nobles del siglo XIII descendientes de líderes tribales húngaros indican que diferentes familias magiares también estuvieron involucradas en el proceso.
Esteban estableció un sistema administrativo territorial con la creación de condados. Cada uno estaba dirigido por un funcionario real conocido como ispán y su unidad administrativa se organizaba alrededor de una fortaleza real. En esa época, la mayoría de las fortificaciones eran terraplenes, pero los castillos en Esztergom, Székesfehérvár y Veszprém eran construcciones en piedra. Los fuertes que servían como sedes administrativas del condado también se convirtieron en el núcleo de la organización eclesiástica. Los asentamientos desarrollados a su alrededor y los mercados que celebraban cada domingo eran importantes centros económicos locales. Dos tercios de cada condado pertenecían a sus antiguos propietarios (especialmente la nobleza) y el resto figuraba a nombre el rey.

### Conflictos con Polonia y Bulgaria (c. 1009-1018)

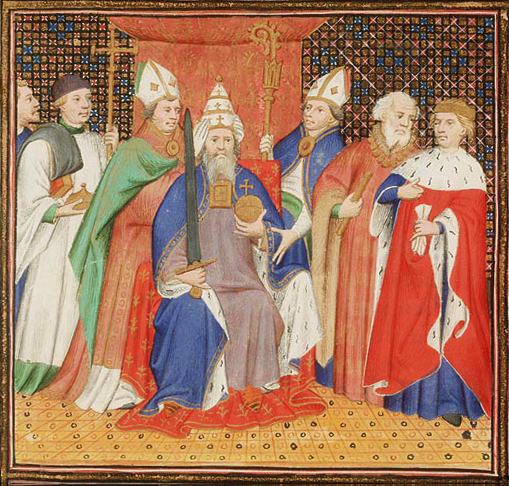
El papa Benedicto VIII coronando al emperador Enrique II en 1014. Miniatura del Speculum historiale de Vincent de Beauvais, copia del.

Enrique II —hermano mayor de Gisela y cuñado de Esteban— se convirtió en rey de Alemania en 1002 y emperador en 1013. La relación amistosa entre Enrique II y Esteban permitió que las zonas fronterizas occidentales de Hungría experimentaran un período de paz en las primeras décadas del siglo XI. Cuando Bruno de Augsburgo —disconforme con la elección de su hermano Enrique— buscó refugio en Hungría en 1004, Esteban pudo mantener la paz con Alemania y convenció a sus cuñados que negociaran un acuerdo. Aproximadamente en 1009, entregó a su hermana menor en matrimonio al dogo de Venecia Ottone Orseolo (r. 1008-1026), un aliado cercano del emperador bizantino Basilio II (r. 976-1025), lo que sugiere que la relación de Hungría con el Imperio bizantino también era pacífica. Por otra parte, la alianza entre Hungría y el Sacro Imperio provocó una guerra con Polonia que duró desde c. 1014 hasta 1018. Los polacos invadieron los puestos avanzados húngaros a lo largo del río Morava. Györffy y Kristó mencionan que en este período también tuvo lugar una incursión pechenega en Transilvania —cuyo registro se ha conservado en las leyendas de Esteban—, debido a que los pechenegos eran aliados del cuñado del duque polaco, el gran príncipe Sviatopolk I de Kiev (r. 1015-1019).
Las hostilidades entre Polonia y el Sacro Imperio terminaron con la Paz de Bautzen el 30 de enero de 1018. Meses después, quinientos jinetes húngaros acompañaron al duque Boleslao a Kiev, lo que indica que Hungría posiblemente fue incluida en el tratado de paz. Makk afirmó que la Paz de Bautzen obligó a Boleslao a entregar los territorios que había ocupado en el valle de Morava a Esteban. Según los documentos de Leodovino (Leodvin), primer obispo conocido de Bihar (r. c. 1050-c. 1060), Esteban se alió con los bizantinos y encabezó una expedición militar contra los «bárbaros» en la península balcánica. Las tropas bizantinas y húngaras ocuparon «Cesarios», que Györffy identifica como la actual ciudad macedonia de Ohrid. El informe de Leodovino insinúa que Esteban se unió a los bizantinos al final de la guerra de conquista de Bulgaria en 1018. Sin embargo, la fecha exacta de su expedición es incierta. Györffy sostiene que, solo en el último año de esa guerra, Esteban dirigió sus tropas contra los búlgaros.

### Políticas internas (1018-1024)

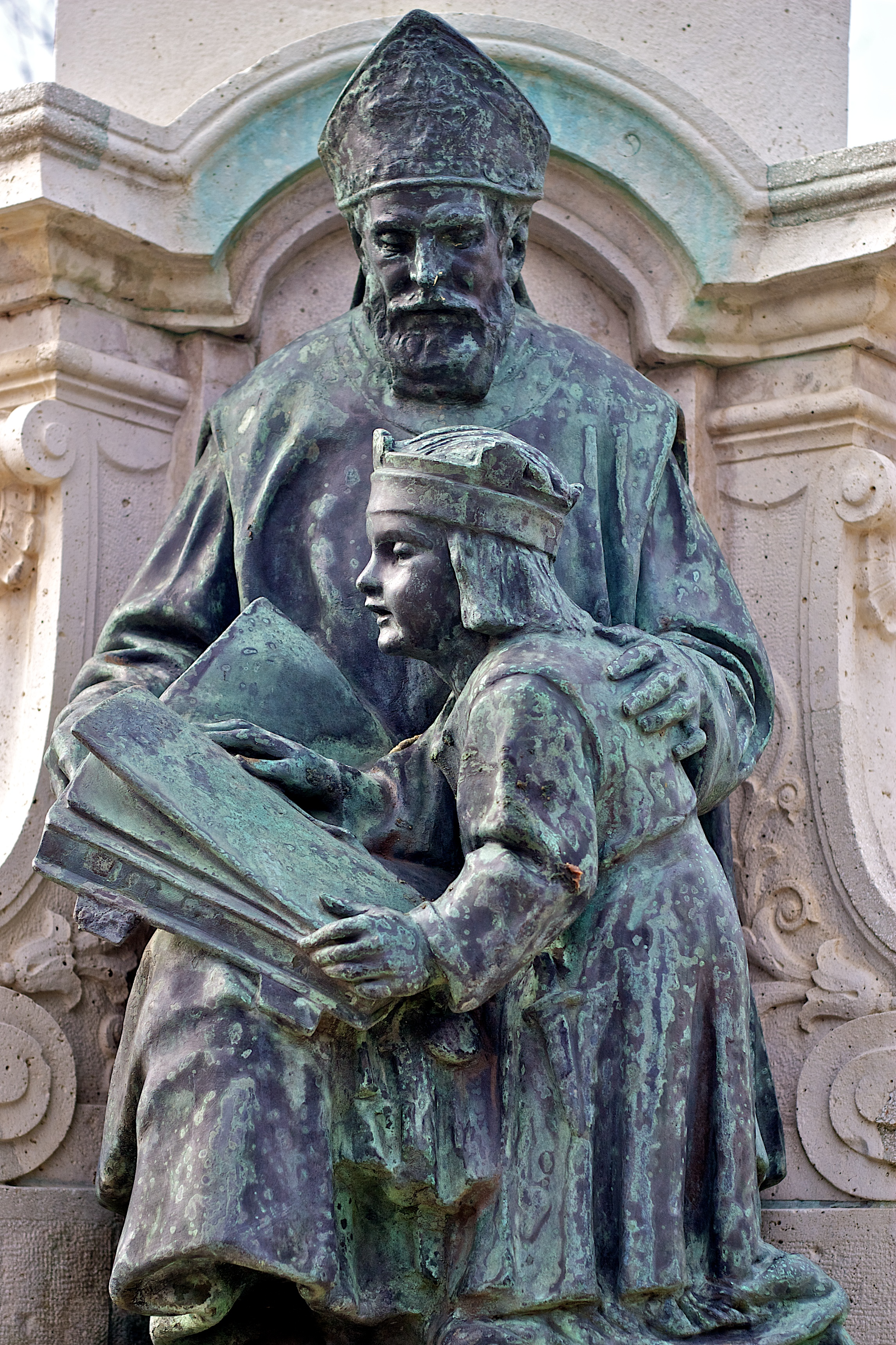
Estatua moderna del obispo Gerardo Sagredo y su discípulo, el príncipe Emerico, en Székesfehérvár.

El obispo Leodovino testificó que el rey se había apropiado de las reliquias de varios santos en «Cesarios» durante su campaña en los Balcanes, entre ellos San Jorge y Nicolás de Mira. Las donó a una nueva basílica de tres naves dedicada a la Virgen María en Székesfehérvár, donde también estableció un cabildo catedralicio y la nueva capital del país. Su decisión estuvo influenciada por la apertura, en 1018 o 1019, de una nueva ruta de peregrinación que evitaba Esztergom, la anterior capital. La nueva ruta conectó Europa Occidental y la Tierra Santa a través de Hungría. Con frecuencia, el monarca se reunía con los peregrinos y esto contribuyó a la difusión de su fama en toda Europa. Por ejemplo, el abad Odilón de Cluny escribió en una carta a Esteban que «los que han regresado del santuario de nuestro Señor» atestiguaron su «pasión» por «el honor de nuestra religión divina». El rey también creó cuatro albergues para peregrinos en Constantinopla, Jerusalén, Rávena y Roma.

[Casi] todos los [peregrinos provenientes] de Italia y Galia que deseaban ir al Sepulcro del Señor en Jerusalén abandonaron la ruta habitual, que era por mar e hicieron su camino a través del país del rey Esteban. Hizo el camino seguro para todos, recibió como hermanos todo aquel que vio y les dio grandes obsequios. Esta[s] acci[ones] permiti[eron] que muchas personas, nobles y plebeyos, fueran a Jerusalén.
Los cinco libros de historias de Rodolfo «el Calvo».

Además de los peregrinos, los comerciantes utilizaron la nueva ruta a través de Hungría cuando viajaban entre Constantinopla y Europa Occidental. Las leyendas de Esteban hablan sobre sesenta pechenegos con importantes mercancías que viajaron a Hungría, pero fueron atacados por guardias fronterizos húngaros. El rey ordenó ejecutar a esos soldados para demostrar su «determinación de preservar la paz interna». La acuñación regular de monedas comenzó en Hungría en los años 1020. Los dinares de plata con la efigie del monarca y las inscripciones stephanus rex («rey Esteban») y regia civitas («ciudad real») eran populares en la Europa contemporánea, como lo demuestran las copias falsificadas desenterradas en Suecia.
El rey convenció a algunos peregrinos y comerciantes de establecerse en Hungría. Gerardo —un monje benedictino que llegó desde la República de Venecia entre 1020 y 1026— tenía pensado continuar su viaje a Tierra Santa, pero decidió quedarse en el país después de su encuentro con Esteban. En esa época, el monarca también ordenó la construcción de una serie de monasterios benedictinos, entre ellos las abadías de Pécsvárad, Zalavár y Bakonybél.
La hagiografía Pasión de san Gerardo (Legenda maior S. Gerardi) menciona un enfrentamiento entre Esteban y Ahtum (Ajtony), un voivoda en la región del río Maros. Muchos historiadores datan el evento a finales de los años 1020, aunque Györffy y otros académicos estiman que ocurrió una década antes. El conflicto surgió cuando Ahtum —quien «había obtenido su poder por los griegos», según la Pasión de san Gerardo— estableció un impuesto al comercio de sal hacia su lado del río. El rey envió un gran ejército encabezado por Csanád contra Ahtum, quien fue asesinado en la batalla. Sus dominios se transformaron en un condado húngaro y el rey creó un nuevo obispado en Csanád (Cenad), la antigua capital de Ahtum que fue renombrada en honor al comandante del ejército vencedor. Según los Anales de Presburgo (Annales Posonienses), el veneciano Gerardo fue consagrado como el primer obispo de la nueva diócesis en 1030.

### Conflictos con el Sacro Imperio Romano Germánico (1024-1031)
El emperador Enrique II murió el 13 de julio de 1024 y fue sucedido por un pariente lejano, Conrado II (r. 1024-1039), quien adoptó una política exterior ofensiva. En 1026, Conrado II expulsó de Venecia al dogo Otto Orseolo —marido de la hermana de Esteban— y persuadió a los bávaros a proclamar a su hijo, Enrique, como duque de esos dominios en 1027, aunque el hijo de Esteban, Emerico, tenía derechos dinásticos sobre el ducado de Baviera por parte de su madre. Conrado II planeó una alianza matrimonial con el Imperio bizantino y envió uno de sus consejeros, el obispo Werner de Estrasburgo, a Constantinopla. En el otoño de 1027, el obispo fingió viajar como un peregrino común, pero Esteban —quien había sido informado de sus propósitos— prohibió su entrada al país. El biógrafo de Conrado II, Wipo de Borgoña, escribió que los bávaros incitaron escaramuzas a lo largo de las fronteras comunes de Hungría y el Sacro Imperio en 1029, lo que provocó un rápido deterioro de las relaciones entre ambos.
Conrado II comandó personalmente sus ejércitos hacia Hungría en junio de 1030 y saqueó las tierras al oeste del río Rába. Sin embargo, según los Anales de Niederalteich, regresó a Alemania «sin tropas y sin cumplir [con sus objetivos], porque el ejército se vio amenazado por el hambre y fue capturado por los húngaros en Viena» como consecuencia de la táctica de tierra arrasada empleada por los húngaros. Las hostilidades cesaron después de que Conrado II cediera las tierras entre los ríos Lajta y Fischa a Hungría en el verano de 1031.

Al mismo tiempo, surgieron disensiones entre la nación panoniana [Hungría] y los bávaros, por culpa de los bávaros[,] y, como resultado, el rey [Esteban] de Hungría hizo muchas incursiones y asaltos en el reino de los nóricos [es decir, de los bávaros]. Perturbado por este asunto, el emperador Conrado fue contra los húngaros con un gran ejército. Pero el rey [Esteban], cuyas fuerzas eran claramente insuficientes para hacer frente al emperador, confió solamente en la tutela del Señor, al que pidió con oraciones y ayunos proclamados a través de su reino entero. Puesto que el emperador no podía entrar en un reino tan fortificado con ríos y bosques, regresó [a Alemania], después de haber vengado suficientemente su herida con saqueos e incendios en las fronteras del reino; y su deseo era —en un momento más oportuno— completar las cosas que había comenzado. Sin embargo, su hijo, el rey Enrique, todavía un niño confiado al cuidado de Egilberto, obispo de Frisinga, [cuando] recibió un legado del rey [Esteban] que solicitó la paz; y únicamente con el consejo de los príncipes del reino, y sin el conocimiento de su padre, concedió el favor de la reconciliación.
Los hechos de Conrado II de Wipo de Borgoña. 

### Últimos años (1031-1038)

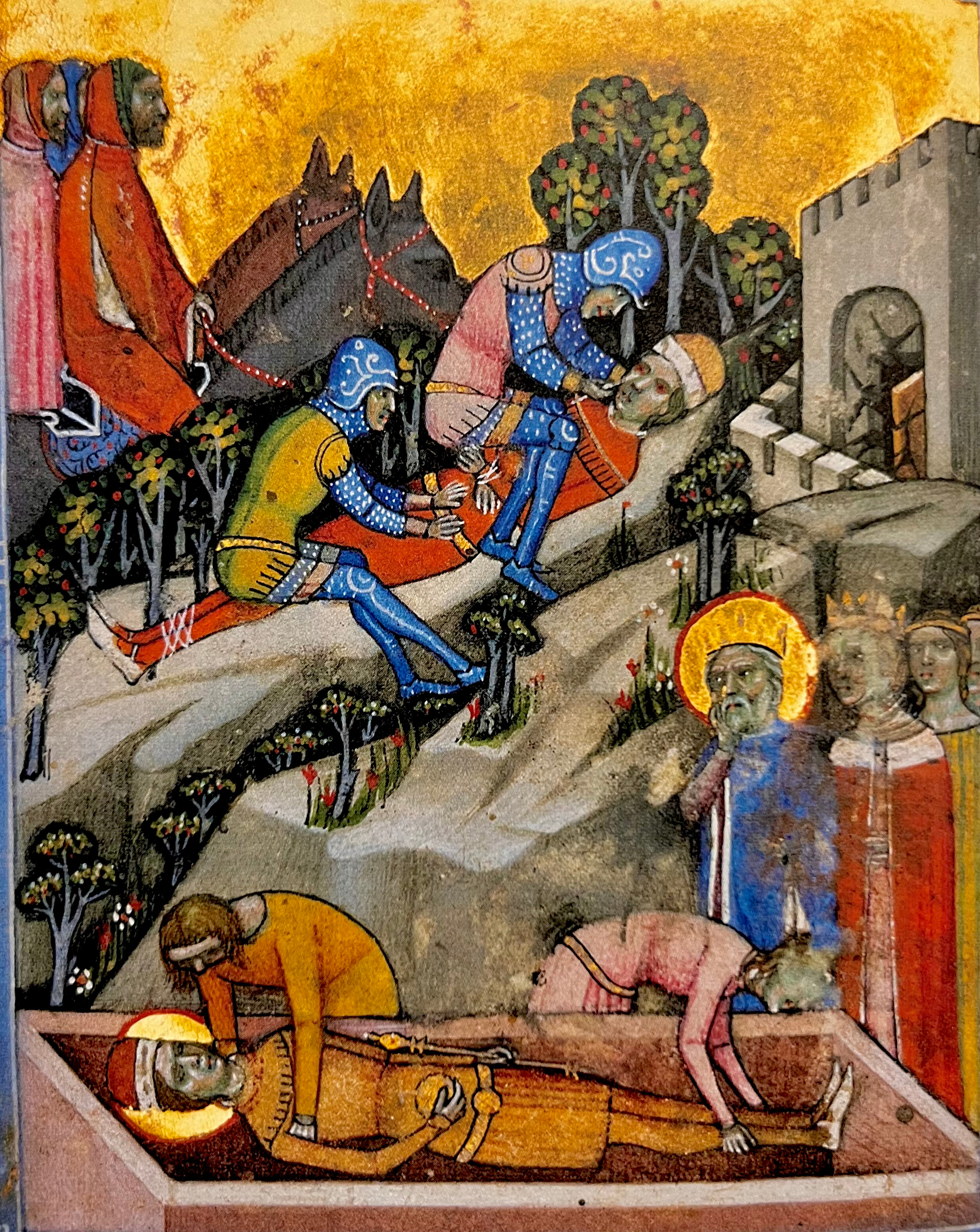
Esteban en el funeral de su hijo Emerico (Crónica iluminada).

El obispo Arduino —biógrafo de Esteban— narró que el rey, cuyos hijos murieron en la infancia, «contenía su dolor por la muerte [de ellos] con el consuelo de contar con el amor de su hijo sobreviviente», Emerico. No obstante, este príncipe cayó herido gravemente en un accidente de caza y murió en 1031. Después del deceso de su hijo, el rey nunca pudo «recuperar completamente su salud anterior», según la Crónica iluminada. Kristó explica que esta anécdota preservada en las leyendas de Esteban —en la que el rey hizo vigilias y lavó los pies de pobres— está relacionada con sus últimos años luego de la pérdida de su hijo.
La muerte de Emerico puso en peligro los avances de su padre para establecer un Estado cristiano en Hungría, porque se sospechaba que el primo de Esteban, el duque Basilio (Vazul) —quien además era el principal pretendiente a la sucesión—, se inclinaba hacia el paganismo. Según los Anales de Altaich (Annales Altahenses), Esteban ignoró las demandas de su primo y nombró al hijo de su hermana, el veneciano Pedro Orseolo, como su heredero. La misma fuente añade que Basilio fue capturado y cegado y sus tres hijos —Levente, Andrés (András) y Bela (Béla)— fueron expulsados del país. Las leyendas de Esteban hablan que unos miembros de la corte intentaron asesinar al rey. Según Kristó, estos documentos indican la participación activa de Basilio y mencionan su sentencia de mutilación. Solo fuentes posteriores (como la Crónica iluminada) añaden que las orejas de Basilio fueron llenadas con plomo fundido.
A juicio de algunos historiadores, las disposiciones del Segundo libro de leyes sobre la «conspiración contra el rey y el reino» implican que el texto fue promulgado después del complot infructuoso de Basilio contra Esteban. Sin embargo, este razonamiento no ha sido aceptado por el resto de investigadores. Györffy afirmó que el libro fue publicado aproximadamente en 1009 y no después de 1031. Asimismo, se cuestiona la autenticidad del decreto sobre los diezmos: según Györffy, fue aprobado durante el reinado de Esteban, pero Berend, Laszlovszky y Szakács dicen que «podría ser una adición posterior».
Esteban murió el 15 de agosto de 1038 y fue enterrado en la basílica de Székesfehérvár. Su reinado fue seguido por un largo período de guerras civiles, enfrentamientos religiosos e invasiones extranjeras. La inestabilidad política terminó en 1077 cuando Ladislao, nieto de Basilio, ascendió al trono.

## Familia

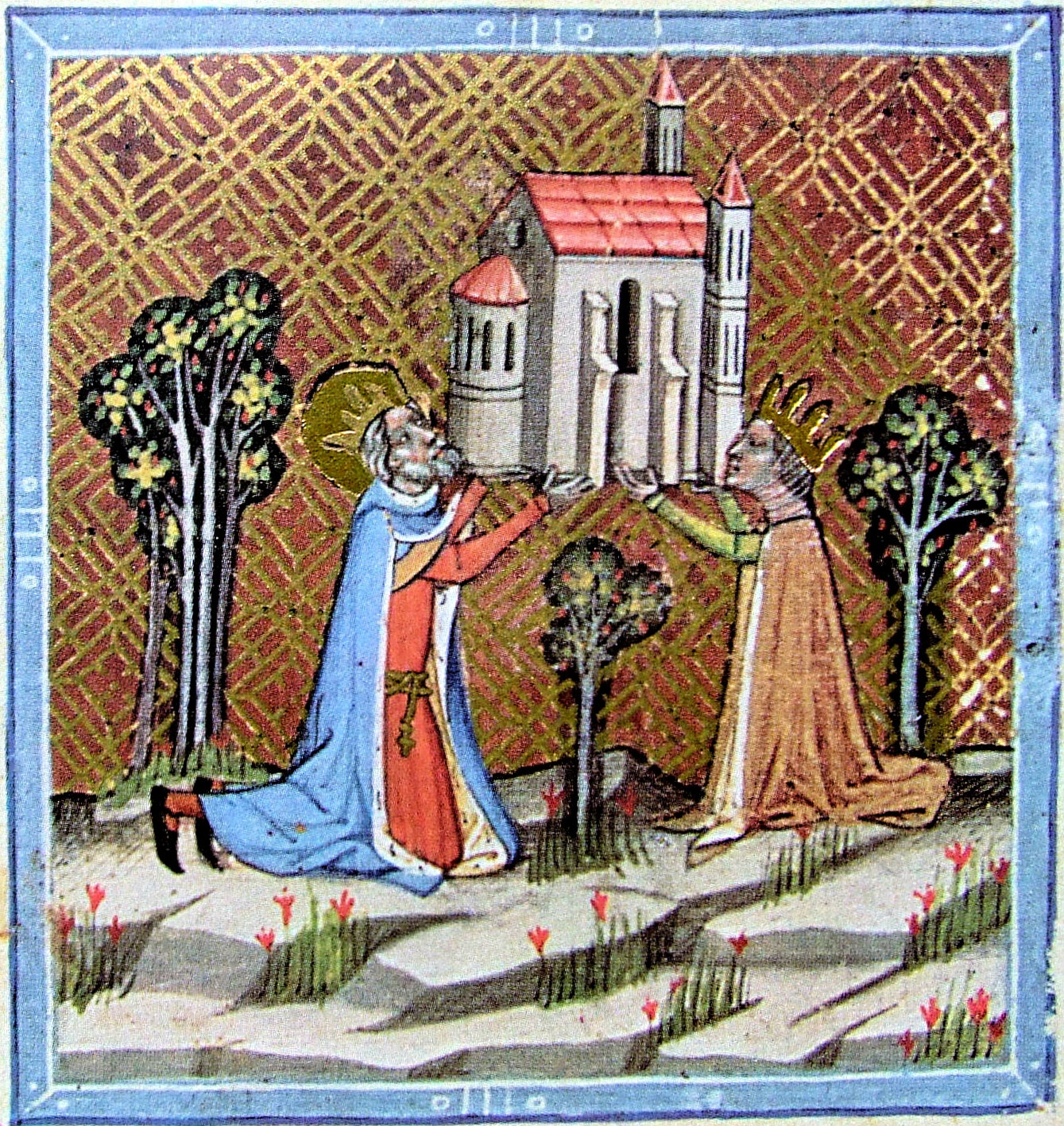
Esteban y su esposa Gisela en la fundación de una iglesia en Óbuda (Crónica iluminada).

Esteban se casó con Gisela de Baviera, una hija del duque Enrique «el Pendenciero», sobrino del emperador Otón I. La suegra de Esteban era Gisela de Borgoña, miembro de la dinastía güelfa. Nacida alrededor de 985, Gisela era más joven que su marido y le sobrevivió 26 años. Abandonó Hungría en 1045 y terminó sus días en 1065 como abadesa de la abadía de Niedernburg en Passau.
Aunque la Crónica iluminada afirma que Esteban «engendró muchos hijos», solo dos de ellos —Otón y Emerico— son identificados por su nombre:
- Otón —llamado así para conmemorar a Otón III— nació posiblemente antes de 1002,[82] pero murió cuando era niño.[190]
- Emerico —quien recibió el nombre de su tío materno, el emperador Enrique II— nació aproximadamente en 1007.[82] Su Leyenda escrita a principios del siglo XII lo describe como un príncipe piadoso que conservó su castidad incluso durante su matrimonio.[190] Según Györffy, la esposa de Emerico era pariente del emperador bizantino Basilio II.[139] Su muerte prematura provocó la serie de conflictos internos que condujeron al castigo de ceguera del duque Basilio y las guerras civiles.[191]

Sé obediente conmigo, hijo mío. Eres un niño, descendiente de padres acaudalados, vives entre almohadas suaves, has sido acariciado y educado en todo tipo de comodidades; no has tenido parte ni en los problemas de las campañas [militares] ni en los diversos ataques de los paganos en los que casi toda mi vida han ocurrido.
Admoniciones del rey Esteban a su hijo Emerico. 

Durante siglos se ha debatido el origen de Ágata, la esposa de Eduardo «el Exiliado», y se hipotetizó que también era hija de Esteban. Algunos libros renacentistas aseguraban que era hija o hermana de un «emperador Enrique» (probablemente Enrique II o Enrique III), pero los historiadores consideran poco probable que las crónicas medievales ignorasen tal información. Los historiadores modernos Georgio Pray (Annales Regum Hungariae, 1764), Peter Frederik Suhm (Geschichte Dänmarks, Norwegen und Holsteins, 1777) e István Katona (Historia Critica Regum Hungariae, 1779) sugieren que era hija de un hermano de Enrique II, Bruno de Augsburgo —un eclesiástico descrito como beatae memoriae, pero sin descendencia conocida—; mientras que Dániel Cornides (Regum Hungariae, 1778) intentó armonizar las teorías alemanas y húngaras y consideró a Ágata como hija de Gisela de Baviera, hermana de Enrique II y esposa de Esteban. Esta solución continuó siendo popular entre los académicos en buena parte del siglo XX. Gabriel Ronay argumenta que la tentadora idea de ver a Margarita de Escocia (hija de Ágata) como la nieta de Esteban (ambos canonizados por la Iglesia católica) no explica por qué la muerte del rey desencadenó una crisis dinástica en Hungría o, al menos, por qué la familia de Ágata no participó en esa disputa. Si Esteban y Gisela hubiesen sido los padres, la descendencia de Ágata habría tenido derechos sobre la Corona húngara, pero no hay indicios en los manuscritos húngaros de que alguno de los hijos del monarca le hubiera sobrevivido. Asimismo, si las teorías que implican a Enrique II fuesen ciertas, Ágata tenía más años que su marido Eduardo y, por tanto, era anciana en el momento del nacimiento de su último hijo, Edgar. En conclusión, la mayoría de investigadores coinciden en no incluirla en el árbol genealógico de los dos emperadores teutones y el rey húngaro.
La siguiente genealogía presenta los antepasados de Esteban I de Hungría y sus familiares mencionados en este artículo:
|                       |                       |                       |                       |                       |                       |                   |                   |                   |                   |                     |                     |                     |                     |                     |                     |           |           | Gyula «el Viejo» | Gyula «el Viejo» | Gyula «el Viejo» | Gyula «el Viejo» | Gyula «el Viejo»   | Gyula «el Viejo»   |                    |                    |                    |                    |                     |                     |                     |                     |                     |                     | gran príncipe Taksony | gran príncipe Taksony | gran príncipe Taksony | gran príncipe Taksony | gran príncipe Taksony | gran príncipe Taksony |                    |                    |                    |                    | una dama «cumana»* | una dama «cumana»* | una dama «cumana»* | una dama «cumana»* | una dama «cumana»* | una dama «cumana»* |  |  |                   |                   |                   |                   |                   |                   |               |               |               |               |                        |                        |                        |                        |                        |                        |
|                       |                       |                       |                       |                       |                       |                   |                   |                   |                   |                     |                     |                     |                     |                     |                     |           |           | Gyula «el Viejo» | Gyula «el Viejo» | Gyula «el Viejo» | Gyula «el Viejo» | Gyula «el Viejo»   | Gyula «el Viejo»   |                    |                    |                    |                    |                     |                     |                     |                     |                     |                     | gran príncipe Taksony | gran príncipe Taksony | gran príncipe Taksony | gran príncipe Taksony | gran príncipe Taksony | gran príncipe Taksony |                    |                    |                    |                    | una dama «cumana»* | una dama «cumana»* | una dama «cumana»* | una dama «cumana»* | una dama «cumana»* | una dama «cumana»* |  |  |                   |                   |                   |                   |                   |                   |               |               |               |               |                        |                        |                        |                        |                        |                        |
|                       |                       |                       |                       |                       |                       |                   |                   |                   |                   |                     |                     |                     |                     |                     |                     |           |           |                  |                  |                  |                  |                    |                    |                    |                    |                    |                    |                     |                     |                     |                     |                     |                     |                       |                       |                       |                       |                       |                       |                    |                    |                    |                    |                    |                    |                    |                    |                    |                    |  |  |                   |                   |                   |                   |                   |                   |               |               |               |               |                        |                        |                        |                        |                        |                        |
|                       |                       |                       |                       |                       |                       |                   |                   |                   |                   |                     |                     |                     |                     |                     |                     |           |           |                  |                  |                  |                  |                    |                    |                    |                    |                    |                    |                     |                     |                     |                     |                     |                     |                       |                       |                       |                       |                       |                       |                    |                    |                    |                    |                    |                    |                    |                    |                    |                    |  |  |                   |                   |                   |                   |                   |                   |               |               |               |               |                        |                        |                        |                        |                        |                        |
| Enrique II de Baviera | Enrique II de Baviera | Enrique II de Baviera | Enrique II de Baviera | Enrique II de Baviera | Enrique II de Baviera |                   |                   |                   |                   | Gisela de Burgundia | Gisela de Burgundia | Gisela de Burgundia | Gisela de Burgundia | Gisela de Burgundia | Gisela de Burgundia |           |           | Gyula «el Joven» | Gyula «el Joven» | Gyula «el Joven» | Gyula «el Joven» | Gyula «el Joven»   | Gyula «el Joven»   |                    |                    |                    |                    | Sarolta             | Sarolta             | Sarolta             | Sarolta             | Sarolta             | Sarolta             |                       |                       |                       |                       | gran príncipe Géza    | gran príncipe Géza    | gran príncipe Géza | gran príncipe Géza | gran príncipe Géza | gran príncipe Géza |                    |                    |                    |                    |                    |                    |  |  | Miguel de Hungría | Miguel de Hungría | Miguel de Hungría | Miguel de Hungría | Miguel de Hungría | Miguel de Hungría |               |               |               |               | una princesa búlgara** | una princesa búlgara** | una princesa búlgara** | una princesa búlgara** | una princesa búlgara** | una princesa búlgara** |
| Enrique II de Baviera | Enrique II de Baviera | Enrique II de Baviera | Enrique II de Baviera | Enrique II de Baviera | Enrique II de Baviera |                   |                   |                   |                   | Gisela de Burgundia | Gisela de Burgundia | Gisela de Burgundia | Gisela de Burgundia | Gisela de Burgundia | Gisela de Burgundia |           |           | Gyula «el Joven» | Gyula «el Joven» | Gyula «el Joven» | Gyula «el Joven» | Gyula «el Joven»   | Gyula «el Joven»   |                    |                    |                    |                    | Sarolta             | Sarolta             | Sarolta             | Sarolta             | Sarolta             | Sarolta             |                       |                       |                       |                       | gran príncipe Géza    | gran príncipe Géza    | gran príncipe Géza | gran príncipe Géza | gran príncipe Géza | gran príncipe Géza |                    |                    |                    |                    |                    |                    |  |  | Miguel de Hungría | Miguel de Hungría | Miguel de Hungría | Miguel de Hungría | Miguel de Hungría | Miguel de Hungría |               |               |               |               | una princesa búlgara** | una princesa búlgara** | una princesa búlgara** | una princesa búlgara** | una princesa búlgara** | una princesa búlgara** |
|                       |                       |                       |                       |                       |                       |                   |                   |                   |                   |                     |                     |                     |                     |                     |                     |           |           |                  |                  |                  |                  |                    |                    |                    |                    |                    |                    |                     |                     |                     |                     |                     |                     |                       |                       |                       |                       |                       |                       |                    |                    |                    |                    |                    |                    |                    |                    |                    |                    |  |  |                   |                   |                   |                   |                   |                   |               |               |               |               |                        |                        |                        |                        |                        |                        |
|                       |                       |                       |                       |                       |                       |                   |                   |                   |                   |                     |                     |                     |                     |                     |                     |           |           |                  |                  |                  |                  |                    |                    |                    |                    |                    |                    |                     |                     |                     |                     |                     |                     |                       |                       |                       |                       |                       |                       |                    |                    |                    |                    |                    |                    |                    |                    |                    |                    |  |  |                   |                   |                   |                   |                   |                   |               |               |               |               |                        |                        |                        |                        |                        |                        |
|                       |                       |                       |                       |                       |                       |                   |                   |                   |                   | dos hijas           | dos hijas           | dos hijas           | dos hijas           | dos hijas           | dos hijas           |           |           | hija             | hija             | hija             | hija             | hija               | hija               |                    |                    |                    |                    | dogo Ottone Orseolo | dogo Ottone Orseolo | dogo Ottone Orseolo | dogo Ottone Orseolo | dogo Ottone Orseolo | dogo Ottone Orseolo |                       |                       | hija                  | hija                  | hija                  | hija                  | hija               | hija               |                    |                    | Samuel Aba***      | Samuel Aba***      | Samuel Aba***      | Samuel Aba***      | Samuel Aba***      | Samuel Aba***      |  |  |                   |                   |                   |                   | duque Basilio     | duque Basilio     | duque Basilio | duque Basilio | duque Basilio | duque Basilio |                        |                        |                        |                        |                        |                        |
|                       |                       |                       |                       |                       |                       |                   |                   |                   |                   | dos hijas           | dos hijas           | dos hijas           | dos hijas           | dos hijas           | dos hijas           |           |           | hija             | hija             | hija             | hija             | hija               | hija               |                    |                    |                    |                    | dogo Ottone Orseolo | dogo Ottone Orseolo | dogo Ottone Orseolo | dogo Ottone Orseolo | dogo Ottone Orseolo | dogo Ottone Orseolo |                       |                       | hija                  | hija                  | hija                  | hija                  | hija               | hija               |                    |                    | Samuel Aba***      | Samuel Aba***      | Samuel Aba***      | Samuel Aba***      | Samuel Aba***      | Samuel Aba***      |  |  |                   |                   |                   |                   | duque Basilio     | duque Basilio     | duque Basilio | duque Basilio | duque Basilio | duque Basilio |                        |                        |                        |                        |                        |                        |
|                       |                       |                       |                       |                       |                       |                   |                   |                   |                   |                     |                     |                     |                     |                     |                     |           |           |                  |                  |                  |                  |                    |                    |                    |                    |                    |                    |                     |                     |                     |                     |                     |                     |                       |                       |                       |                       |                       |                       |                    |                    |                    |                    |                    |                    |                    |                    |                    |                    |  |  |                   |                   |                   |                   |                   |                   |               |               |               |               |                        |                        |                        |                        |                        |                        |
|                       |                       |                       |                       | Gisela de Baviera     | Gisela de Baviera     | Gisela de Baviera | Gisela de Baviera | Gisela de Baviera | Gisela de Baviera |                     |                     |                     |                     | Esteban I           | Esteban I           | Esteban I | Esteban I | Esteban I        | Esteban I        |                  |                  |                    |                    |                    |                    |                    |                    |                     |                     |                     |                     |                     |                     |                       |                       |                       |                       |                       |                       |                    |                    |                    |                    |                    |                    |                    |                    |                    |                    |  |  |                   |                   |                   |                   |                   |                   |               |               |               |               |                        |                        |                        |                        |                        |                        |
|                       |                       |                       |                       | Gisela de Baviera     | Gisela de Baviera     | Gisela de Baviera | Gisela de Baviera | Gisela de Baviera | Gisela de Baviera |                     |                     |                     |                     | Esteban I           | Esteban I           | Esteban I | Esteban I | Esteban I        | Esteban I        |                  |                  |                    |                    |                    |                    |                    |                    |                     |                     |                     |                     |                     |                     |                       |                       |                       |                       |                       |                       |                    |                    |                    |                    |                    |                    |                    |                    |                    |                    |  |  |                   |                   |                   |                   |                   |                   |               |               |               |               |                        |                        |                        |                        |                        |                        |
|                       |                       |                       |                       |                       |                       |                   |                   |                   |                   |                     |                     |                     |                     |                     |                     |           |           |                  |                  |                  |                  | Pedro Orseolo      |                    |                    |                    |                    |                    |                     |                     |                     |                     |                     |                     |                       |                       |                       |                       |                       |                       |                    |                    |                    |                    |                    |                    |                    |                    |                    |                    |  |  |                   |                   |                   |                   |                   |                   |               |               |               |               |                        |                        |                        |                        |                        |                        |
|                       |                       |                       |                       |                       |                       |                   |                   |                   |                   |                     |                     |                     |                     |                     |                     |           |           |                  |                  |                  |                  |                    |                    |                    |                    |                    |                    |                     |                     |                     |                     |                     |                     |                       |                       |                       |                       |                       |                       |                    |                    |                    |                    |                    |                    |                    |                    |                    |                    |  |  |                   |                   |                   |                   |                   |                   |               |               |               |               |                        |                        |                        |                        |                        |                        |
|                       |                       |                       |                       |                       |                       |                   |                   |                   |                   |                     |                     |                     |                     |                     |                     |           |           |                  |                  |                  |                  |                    |                    |                    |                    |                    |                    |                     |                     |                     |                     |                     |                     |                       |                       |                       |                       |                       |                       |                    |                    |                    |                    |                    |                    |                    |                    |                    |                    |  |  |                   |                   |                   |                   |                   |                   |               |               |               |               |                        |                        |                        |                        |                        |                        |
|                       |                       |                       |                       | Otón                  | Otón                  | Otón              | Otón              | Otón              | Otón              |                     |                     |                     |                     | Emerico             | Emerico             | Emerico   | Emerico   | Emerico          | Emerico          |                  |                  | princesa bizantina | princesa bizantina | princesa bizantina | princesa bizantina | princesa bizantina | princesa bizantina |                     |                     |                     |                     |                     |                     |                       |                       |                       |                       |                       |                       |                    |                    |                    |                    |                    |                    |                    |                    |                    |                    |  |  |                   |                   |                   |                   |                   |                   |               |               |               |               |                        |                        |                        |                        |                        |                        |
|                       |                       |                       |                       | Otón                  | Otón                  | Otón              | Otón              | Otón              | Otón              |                     |                     |                     |                     | Emerico             | Emerico             | Emerico   | Emerico   | Emerico          | Emerico          |                  |                  | princesa bizantina | princesa bizantina | princesa bizantina | princesa bizantina | princesa bizantina | princesa bizantina |                     |                     |                     |                     |                     |                     |                       |                       |                       |                       |                       |                       |                    |                    |                    |                    |                    |                    |                    |                    |                    |                    |  |  |                   |                   |                   |                   |                   |                   |               |               |               |               |                        |                        |                        |                        |                        |                        |

* Mujer de origen jazar, pechenego o búlgaro del Volga.
** Györffy menciona que ella pudo haber pertenecido a la dinastía de los Cometopulos en Bulgaria.
*** Samuel Aba pudo haber sido el hijo de la hermana de Esteban en lugar de su marido.

## Influencia posterior

### Fundador de Hungría
En Hungría, Esteban siempre ha sido considerado como uno de los estadistas más importantes de su historia. Su principal logro fue el establecimiento de un Estado cristiano que aseguró la supervivencia de los húngaros en la cuenca cárpata, a diferencia de los hunos, ávaros y otros pueblos que habían ocupado el mismo territorio. Sobre esto, Bryan Cartledge concluye que Esteban también le dio a su reino «cuarenta años de relativa paz y un reinado firme, pero ordinario».
Sus sucesores, incluidos los descendientes del duque Basilio, mostraron con entusiasmo su devoción por los logros de Esteban. Según la Crónica iluminada del siglo XIV, pese a que el hijo de Basilio, Andrés, llegó el poder gracias a una rebelión apoyada por los infieles, decidió prohibir los ritos paganos y declaró que sus súbditos «deberían vivir en todas las cosas que la ley del santo rey Esteban les había dicho». En la Hungría medieval, las comunidades que reivindicaban un estatus privilegiado o intentaban preservar sus propias «libertades» con frecuencia defendían que el origen de ese carácter especial se atribuía a Esteban. Por ejemplo, una carta de 1347 proveniente del pueblo de Táp y dirigida al rey Luis I menciona varias quejas contra la abadía de Pannonhalma, entre ellas que los impuestos que el abad pretendía cobrarles contradecían «la libertad que se les había concedido en tiempos del rey Esteban el Santo».

### Veneración
El culto a Esteban apareció después del largo período de anarquía que caracterizó al gobierno de sus sucesores inmediatos. Sin embargo, no existe evidencia de la veneración a Esteban antes de su canonización. Por ejemplo, el primer miembro de la familia real que lleva su nombre, Esteban II, nació a principios del siglo XII.
El proceso de canonización fue iniciado por el nieto del duque Basilio, el rey Ladislao I, que consolidó su poder al capturar y encarcelar a su primo Salomón. Según el obispo Arduino, la canonización fue «decretada en una carta apostólica, por orden de la sede romana», lo que sugiere que la ceremonia fue permitida por el papa Gregorio VII. El evento comenzó el 15 de agosto de 1083 en la tumba de Esteban, donde los creyentes realizaron tres días de ayuno y oración. La leyenda dice que el ataúd no se pudo abrir hasta que Ladislao I liberó a Salomón de su cautiverio en Visegrád. Cuando esto ocurrió, muchos de los presentes recibieron de milagros de sanación, según con las mismas leyendas. El historiador Kristó atribuye las curaciones a una psicosis de masas o a la decepción. Las leyendas de Esteban también indican que el 20 de agosto sus restos «perfumados y embalsamados» se elevaron del cofre, que se llenó con «agua rosada». Ese día, también fueron canonizados Emerico y el obispo de Csanád, Gerardo.

Un vez terminado el oficio de Vísperas al tercer día, todos esperaban los favores de la misericordia divina a través de [los] mérito[s] del hombre bendito; de repente, con Cristo visitando a sus masas, las señales de milagros salieron del cielo por toda la casa santa. Su multitud, que [en] aquella noche era demasiada para contar, trajo a la memoria la respuesta del Evangelio que el Salvador del mundo confió a Juan, quien preguntó a través de mensajeros si era el que iba a venir: los ciegos ven, los cojos andan, los leprosos son limpiados, los lisiados se enderezan, los paralizados se curan...
La vida del santo rey Esteban de Hungría por Arduino. 

La primera leyenda de Esteban, la llamada Leyenda mayor, fue escrita entre 1077 y 1083. Este manuscrito proporcionó un retrato idealizado del rey, que en vida dedicó su reino y a sí mismo a la Virgen María, pero la Leyenda menor —compuesta alrededor de 1100 durante el reinado de Colomán— enfatizó la severidad de Esteban. Una tercera leyenda, también redactada en la época de Colomán y por el obispo Arduino, se basó en las dos leyendas mencionadas y fue aprobada en 1201 por el papa Inocencio III como la hagiografía oficial del santo. Gábor Klaniczay argumentó que estos documentos «abrieron un nuevo capítulo en las leyendas de los gobernantes venerados en cuanto a género» y sugirió que un monarca podía alcanzar la santidad a través del «uso activo» de sus atributos reales. Según los cánones de la Iglesia, Esteban fue el primer miles Christi («soldado de Cristo») triunfante entre los monarcas canonizados; también el primer «rey confesor» que no sufrió ningún martirio, en contraste con los monarcas anteriores.
El culto a Esteban se extendió más allá de las fronteras de Hungría. Al principio, era venerado sobre todo en Scheyern y Bamberg, en Baviera, pero sus reliquias también fueron llevadas a Aquisgrán, Colonia, Montecasino y Namur. Tras la liberación de Buda en manos de los turcos otomanos, el papa Inocencio XI difundió el culto del rey Esteban en toda la Iglesia católica en 1686 y declaró el 2 de septiembre su día de fiesta. En 1969 la fiesta de San Joaquín fue trasladada al 26 de julio y el día festivo de Esteban cambió a la fecha que ocupaba Joaquín, el 16 de agosto, un día después del fallecimiento del rey. Esteban es venerado como el santo patrón de Hungría y considerado como el protector de reyes, albañiles, picapredreros, canteros y los niños que sufren de enfermedades graves. Su canonización fue reconocida por Bartolomé I, patriarca ecuménico de Constantinopla, en 2000. En el calendario de la Iglesia católica húngara, la fiesta de Esteban se observa el 20 de agosto, día en que sus reliquias fueron trasladadas de una localidad a otra. Además, otro día de fiesta, el 30 de mayo, está dedicado a su «santa diestra».

### La «santa diestra»

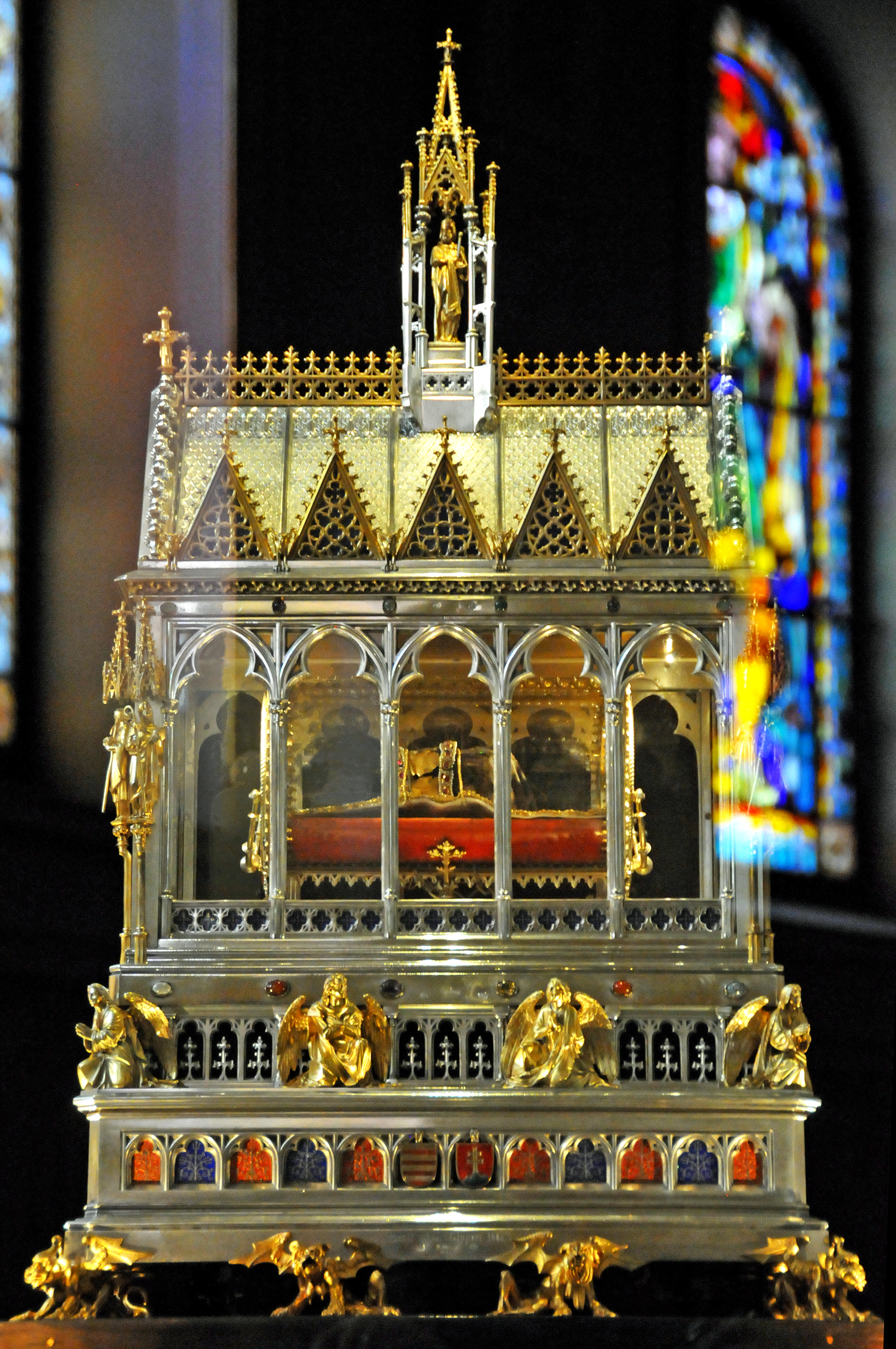
Relicario de la «santa diestra» en la basílica de san Esteban en Budapest.

La mano derecha de Esteban (en húngaro, Szent Jobb) se convirtió en un objeto de culto. Un clérigo llamado Mercurio la robó, pero fue encontrada el 30 de mayo de 1184 en el condado de Bihar. El robo de reliquias sagradas (furta sacra) fue un tema muy mencionado las biografías de los santos. El obispo Arduino describió el descubrimiento de la diestra según esta tradición, incluyendo supuestas aventuras y visiones. Una abadía erigida en el condado de Bihar (ahora en Szentjobb/Sâniob) fue nombrada después y dedicada a la veneración de la «santa diestra».

¿Por qué, hermanos, sus otros miembros se han desunido y, habiendo quedado su carne reducida a polvo, totalmente separados, solo la mano derecha, su piel y tendones adheridos a los huesos, conservaron la belleza [en su] totalidad? Supongo que la inescrutabilidad del juicio divino pretendía proclamar por la extraordinaria naturaleza de este hecho nada menos de que la obra de amor y dádiva supera la medida de todas las demás virtudes. [...] La mano derecha del bienaventurado estaba merecidamente exenta de putrefacción, porque siempre resurgió de la flor de la bondad, nunca estaba vacía para dar regalos y alimentar a los pobres.
La vida del santo rey Esteban de Hungría por Arduino. 

La reliquia estuvo resguarda durante siglos en la abadía de Szentjobb, excepto durante la invasión mongola de 1241 y 1242 cuando fue trasladada a Ragusa (Dubrovnik) y regresó a Székesfehérvár c. 1420. Después de la ocupación otomana de los territorios centrales del Reino de Hungría a mediados del siglo XVI, fue custodiada en muchos lugares —como Bosnia, Ragusa y Viena— y devuelta a Hungría en 1771 cuando la reina María Teresa la donó al claustro de las hermanas de Loreto en Buda. La reliquia estuvo en la capilla de san Segismundo del castillo de Buda entre 1900 y 1944, en una cueva cerca de Salzburgo en 1944 y 1945 y, de nuevo, con las hermanas de Loreto entre 1945 y 1950. Desde 1950, la «santa diestra» permanece en la basílica de san Esteban en Budapest. Se instituyó en 1938 una procesión anual que exhibía la reliquia, que continuó hasta 1950 cuando fue prohibida por el gobierno comunista y se reanudó en 1988.

### Admoniciones
Según la Leyenda mayor del rey Esteban, el rey «compiló por su cuenta un libro para su hijo sobre la educación moral». Esta obra, ahora conocida como Admoniciones o De institutione morum, se conservó en manuscritos copiados a finales de la Edad Media. Aunque los estudiosos discuten si en verdad es posible atribuir al rey o un clérigo, la mayoría está de acuerdo en que se compuso en las primeras décadas del siglo XI.
El argumento central de las Admoniciones es que la realeza tiene un íntima ligazón con la fe católica. Su autor enfatizó que un monarca tiene la obligación de hacer donaciones a la Iglesia y consultar en forma regular a sus prelados, pero también de aplicar castigos a los clérigos que «hacen el mal». Una de sus ideas básicas era que un soberano debe cooperar con los «pilares de su gobierno», es decir, los prelados, aristócratas, ispán y guerreros.

Mi queridísimo hijo, si deseas honrar a la corona real, te aconsejo, te recomiendo, te exhorto sobre todo a [que] manten[gas] la fe católica y apostólica con tanta diligencia y cuidado [para] que puedas ser un ejemplo de Dios sobre todos aquellos bajo tuyo, y que todo el clero te puede llamar con razón un hombre de verdadera profesión cristiana. Si no lo haces, puedes estar seguro de que no serás llamado cristiano o hijo de la Iglesia. De hecho, en el palacio real, después de la fe misma, la Iglesia ocupa el segundo lugar, primero constituida y difundida por todo el mundo por sus miembros, los apóstoles y los santos padres. Y aunque ella siempre produjo nueva descendencia, [siempre es] considerada antigua. Sin embargo, querido hijo, incluso ahora en nuestro reino[,] la Iglesia es proclamada como joven y recién plantada; por eso ella necesita guardianes más prudentes y dignos de confianza, no sea que un beneficio que la misericordia divina nos ha concedido inmerecidamente sea destruido y aniquilado por causa de tu ociosidad, indolencia o negligencia.
Admoniciones del rey Esteban a su hijo, Emerico. 

### En las artes
Desde finales del siglo XIII Esteban ha sido un tema popular en la poesía húngara. Las primeras composiciones fueron himnos religiosos que lo retrataron como el «apóstol de los húngaros». La poesía secular, en especial los versos escritos para su día de fiesta, siguió un patrón similar y enfatizó el papel de Esteban como el primer rey de Hungría. Los poetas lo describieron como el símbolo de la identidad nacional, independencia y capacidad de la nación húngara para sobrevivir al gobierno comunista entre 1949 y 1989.
Un himno escrito a finales del siglo XVIII que elogia al rey como «estrella radiante de los húngaros» se sigue cantado en las iglesias. Ludwig van Beethoven compuso la obertura El rey Esteban, o el Primer Benefactor de Hungría (König Stephan oder Ungarns erster Wohhtäter) para la inauguración de un teatro en Pest en 1812. Según el músico James M. Keller, «[l]os unísonos descendentes que inician la Obertura del rey Esteban parecían prefigurar la apertura de la Novena sinfonía [...] [y] luego un tema posterior, introducido por flautas y clarinetes, parece casi una variación [...] de la famosa melodía “Oda a la alegría” del final de la Novena sinfonía». El compositor húngaro Ferenc Erkel nombró István király («Rey Esteban») a su última ópera completa en 1885. En 1938, Zoltán Kodály escribió una pieza coral llamada Ének Szent István Királyhoz («Himno al rey Esteban»). En 1983, los cantantes Levente Szörényi y János Bródy compusieron una ópera rock —István, a király («Esteban, el rey»)— basada en los primeros años de su reinado. Diecisiete años más tarde, en 2000, Szörényi presentó una secuela llamada Veled, Uram! («¡Usted, señor!»).